# النخيل مول دبي
نخيل مول هو مركز تسوق في نخلة الجميرة في دبي، بالإمارات العربية المتحدة.

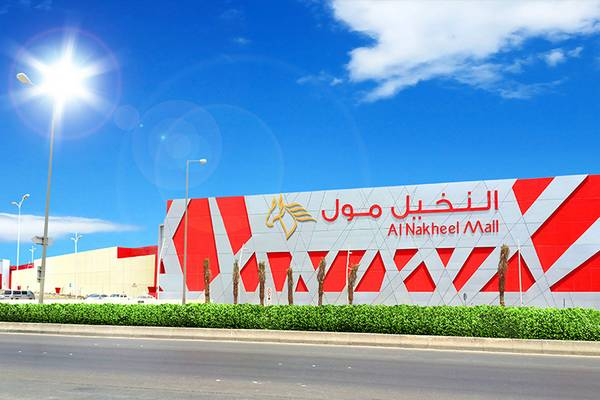
مجمع النخيل مول

بدأ بناء المركز التجاري في 2014، وافتتح في 2019 بتكلفة 1.2 مليار درهم. يمكن الوصول إلى المركز التجاري عبر سكة حديد نخلة جميرا الأحادية، من خلال محطته الخاصة. وهناك موقف سيارات متعدد الطوابق من ثلاثة طوابق. يحتوي المركز التجاري على خمسة مستويات من المحلات التجارية والمطاعم وأماكن الجذب الأخرى، بما في ذلك قاعة طعام ديباتشيكا وفابيلاتد وفيتنس فيرست [الإنجليزية] ومتجر إتش أند أم وترامبو إكستريم ومجمع ڤوكس للسينما المكون من 15 شاشة عرض وسوبر ماركت ويتروز [الإنجليزية]. تقدم منصة "ذي فيو" إطلالة عالية المستوى لنخلة جميرا من ارتفاع 230 م فوق برج النخلة المجاور، والذي اُفتتح في 2020.

## وصلات خارجية
- الموقع الرسمي